# Benoît XV
Pour les articles homonymes, voir Benoît.
Giacomo della Chiesa, né le 21 novembre 1854 à Gênes (royaume de Sardaigne) et mort le 22 janvier 1922 à Rome, est un prélat catholique. Il est successivement prêtre, évêque, archevêque de Bologne et cardinal, avant d'être élu pape le 3 septembre 1914 sous le nom de Benoît XV (en latin : Benedictus XV, en italien : Benedetto XV). En qualité d'évêque de Rome, il est le 258e pape de l’Église catholique ainsi que le chef d'État du Vatican jusqu’à sa mort.
Son pontificat est marqué par la promulgation du nouveau Code de droit canonique en 1917, étape importante dans la centralisation du pouvoir pontifical, ainsi que par une intense activité diplomatique au cours de la Première Guerre mondiale.

## Jeunesse

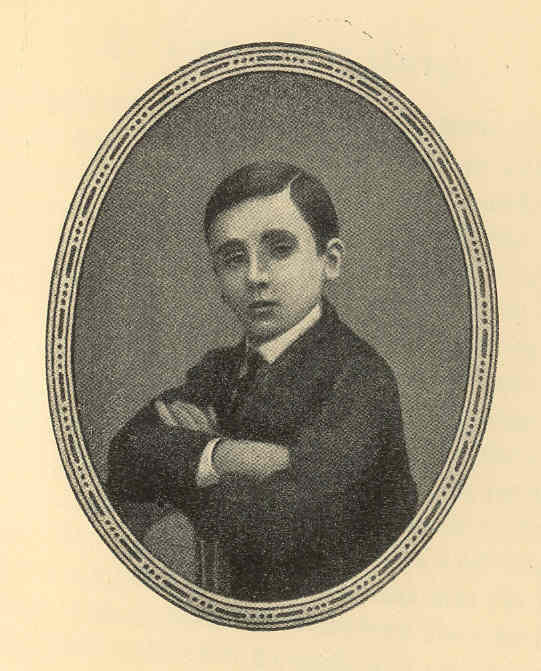
Giacomo en 1866 à douze ans.

Né en 1854 à Gênes, le fils du marquis Giuseppe della Chiesa (1821–1892) grandit dans une famille d'ancienne noblesse de cette ville qui se rattache au pape Calixte II et au roi de Lombardie Bérenger II. Sa mère, Giovanna Migliorati (1827–1904) appartenait aussi à une famille d'ancienne noblesse mais napolitaine, dont était issu un autre pape, Innocent VII au début du XVe siècle.
Après des études classiques, à cause des réticences de son père envers sa vocation sacerdotale, il entre en 1871 à la faculté de droit de Gênes et obtient son doctorat de droit civil en 1875. Lors de ses études, le climat anticlérical le pousse à s'engager dans l'Action catholique, dont il préside la section locale. Son père accepte alors sa vocation, à la condition qu'il poursuive son cursus à Rome. Prenant résidence au  collège Capranica spécialisé dans la formation des jeunes ecclésiastiques il étudie à l'Université grégorienne dirigée par les Jésuites. Il est ordonné prêtre le 21 décembre 1878 en la basilique Saint-Jean du Latran, quelques jours après avoir été reçu avec les autres étudiants par le pape récemment élu, Léon XIII.

## Carrière dans la Curie

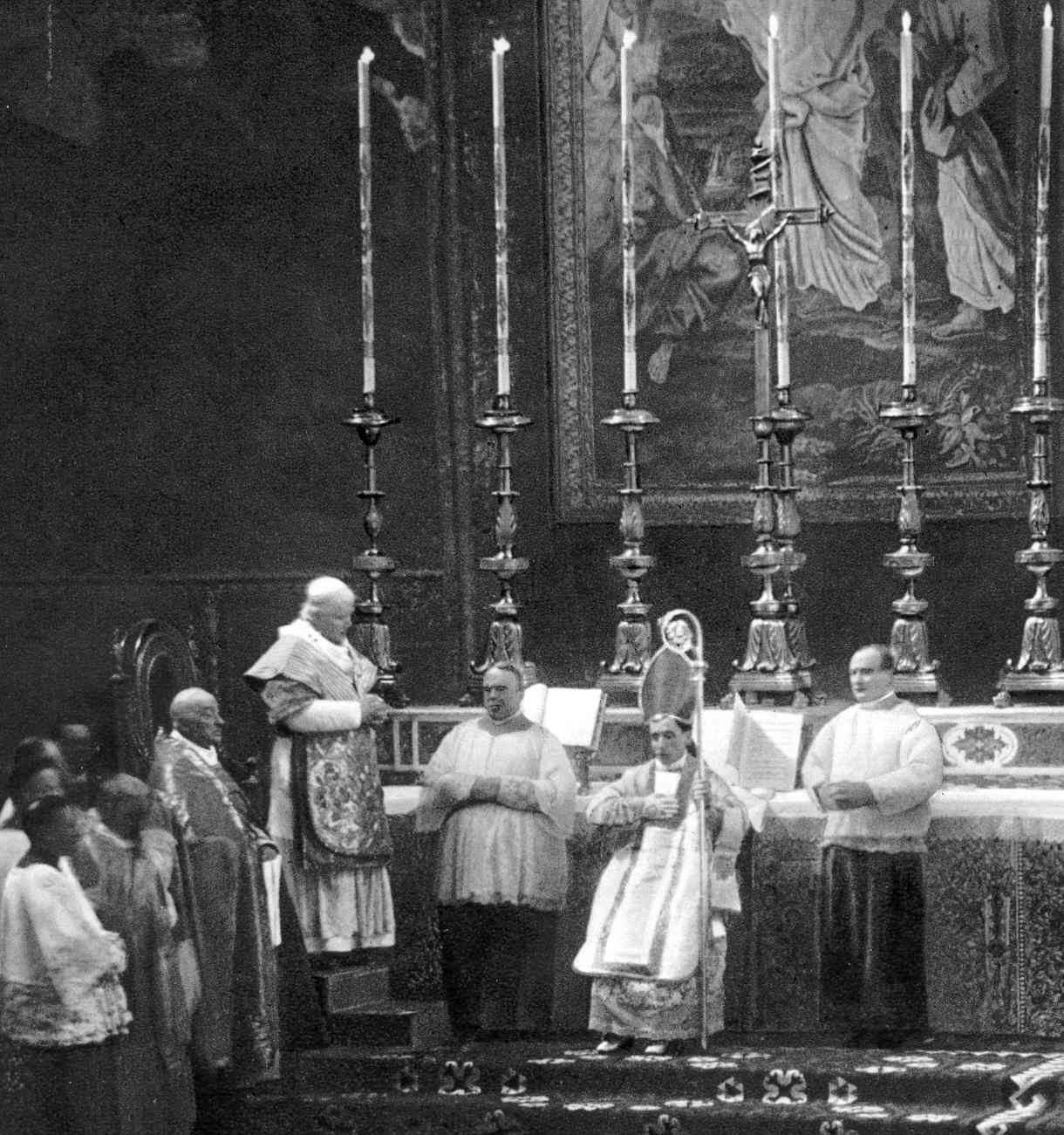
Della Chiesa consacré évêque par Pie X, le 18 décembre 1907.

Armoiries comme archevêque de Bologne.

Il entre en 1879 à l'Académie des nobles ecclésiastiques, qui prépare les jeunes aristocrates italiens au service diplomatique du Saint-Siège. L'année suivante, il obtient son doctorat de droit canonique. Chaque jeudi, les cardinaux venaient écouter les étudiants sur leurs recherches : alors qu'il enseigne le style diplomatique à l'Académie, il est repéré par le cardinal Rampolla, dont il devient le protégé. Il suit celui-ci dans sa nonciature en Espagne en 1882. Quand en 1887, Rampolla devient cardinal secrétaire d'État, Della Chiesa devient minutante aux affaires ordinaires. Il participe ainsi à la négociation entre l'Allemagne et l'Espagne au sujet des Îles Carolines et organise les secours durant une épidémie de choléra. Cette expérience lui procure de plus, une grande connaissance des rouages de la Curie romaine. Comme sa mère se plaint à Rampolla de cette carrière, trop lente à son goût, Rampolla lui répond, « Signora, votre fils ne montera que quelques marches, mais elles seront gigantesques ». En 1901, il est nommé substitut de la Secrétairerie d'État. Lors du conclave de 1903, le cardinal Rampolla, favori parmi les papables, veut le faire désigner pour remplacer le Cardinal Volpini qui vient de mourir, en tant que secrétaire du conclave. Mais c'est le cardinal Rafael Merry del Val qui sera le secrétaire. C'est un premier signe que Rampolla ne sera pas le successeur de Léon XIII. Avec l'élection de Pie X qui choisit Rafael Merry del Val comme secrétaire d'État, Della Chiesa perd son poste, suivant Rampolla dans sa défaite.
Il doit attendre octobre 1907, pour obtenir la charge d'archevêque de Bologne.
Après la mort de Rampolla, en 1913, faisant figure de modéré, il est nommé cardinal, lors d'un consistoire secret, le 25 mai 1914. Il reçoit le chapeau de cardinal-prêtre de la basilique des Quatre-Saints-Couronnés (Santi Quattro Coronati) le 28 mai.
Lors du conclave qui suit la mort de Pie X le 20 août 1914, peu après le début de la Première Guerre mondiale, s'affrontent deux partis. Le « parti des Pie » est mené par des dignitaires de l'entourage du feu pape, Merry del Val, De Laï ou encore Lafontaine. L'autre défend la politique de Léon XIII, guidé par Domenico Ferrata et Pietro Gasparri. Della Chiesa, qui fait figure de modéré, devient un candidat possible de compromis. Il est élu au dixième tour de scrutin, le 3 septembre 1914, avec exactement les deux tiers des voix ; dans ce cas-là il était prévu de reprendre son bulletin de vote (identifié par une devise) afin de vérifier que l'élu, Della Chiesa, n'avait pas voté pour lui-même en contravention avec les règles du scrutin. Il choisit le nom de Benoît XV, en hommage à Benoît XIV (pape de 1740 à 1758), législateur de l'Église moderne. Comme le commenta le diplomate italien comte Sforza : « Pie X était fils de paysan, ne comprenait rien à la diplomatie ; Benoit XV, diplomate issu d'une famille patricienne, ne connaissait rien à la pastorale. Le contraste n'aurait pas pu être plus grand. » Il a 59 ans.

## Pape de l’Église catholique

### Sur le plan doctrinal

Armoiries de Benoît XV.

Le nouveau pape Benoît XV s'emploie aussitôt à calmer les remous de la « crise moderniste ». C'est l'objet de sa première encyclique, Ad beatissimi, en date du 1er novembre 1914. Le Sodalitium Pianum d'Umberto Benigni, plus connu sous le nom de « La Sapinière », est dissous en 1921. Le cardinal Merry del Val est remplacé par le cardinal Ferrata (dont la mort inattendue est presque immédiate), puis Gasparri. Néanmoins, De Laï reste à la tête de la Congrégation des Évêques, et Merry del Val est nommé à la tête de la Sacrée Congrégation du Saint-Office.
L'encyclique Spiritus Paraclitus (15 septembre 1920) encourage les fidèles à lire la Bible, elle soutient « l'immunité parfaite des Écritures à l'égard de toute erreur ». Le Manuel biblique de Vigouroux sera mis à l'Index sous Pie XI, en 1923, et Lagrange se voit empêché de publier ses travaux sur la Genèse. Le sulpicien Jules Touzard subit également les foudres du Saint-Office pour avoir mis en doute l'attribution à Moïse en personne des livres du Pentateuque. Le serment anti-moderniste est maintenu. En 1915, une Congrégation des études, des séminaires et des universités est créée pour mieux contrôler la formation doctrinale des séminaristes.
Benoît XV promeut une piété populaire : il étend à l'Église universelle la fête de la Sainte Famille et appuie la dévotion au Sacré Cœur, à la Vierge des Douleurs, à Notre-Dame de Lorette, patronne de la ville italienne de Loreto, ou encore au Très Précieux Sang. Il canonise Jeanne d'Arc et proclame bienheureuse Louise de Marillac en 1920 ou encore les 22 martyrs de l'Ouganda.
Le pontificat de Benoît XV voit également s'achever le chantier de codification du droit canonique lancé par Pie X. En 1917, le Code de droit canonique est promulgué par la constitution Providentissima Mater Ecclesia.
En 1919, la révocation du non expedit imposé en 1874 par Pie IX permet aux catholiques italiens de participer à la vie politique italienne et au prêtre Luigi Sturzo de fonder le Parti populaire italien.

### Première Guerre mondiale
Benoît XV proclame, dans l’Osservatore Romano du 3 septembre 1914, la neutralité du Saint-Siège.

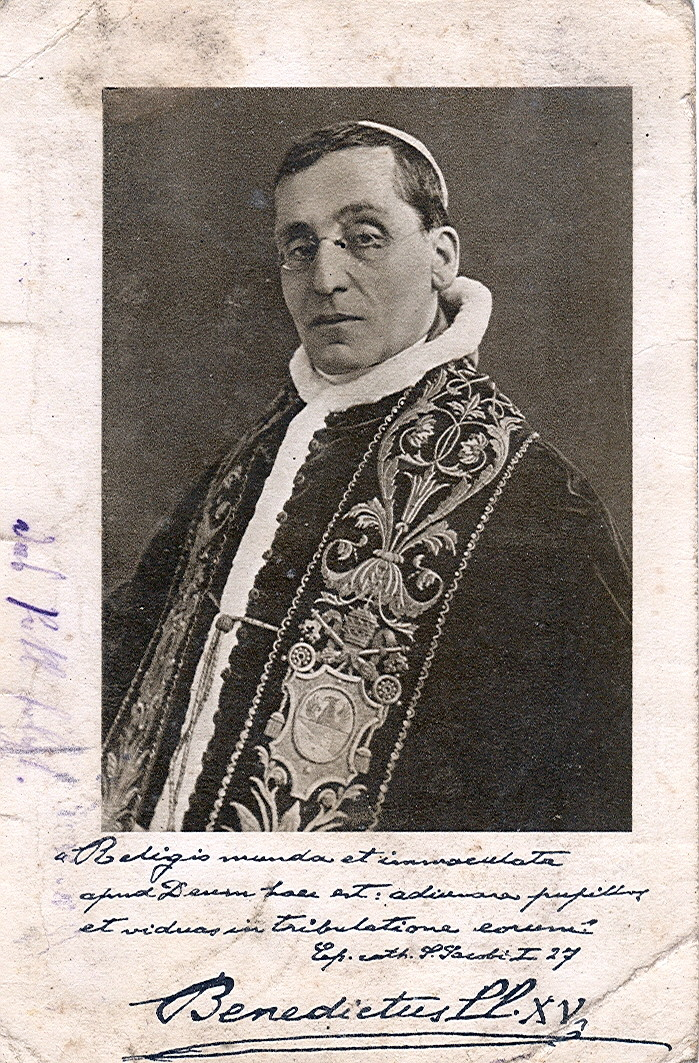
Photographie autographe de Benoît XV.

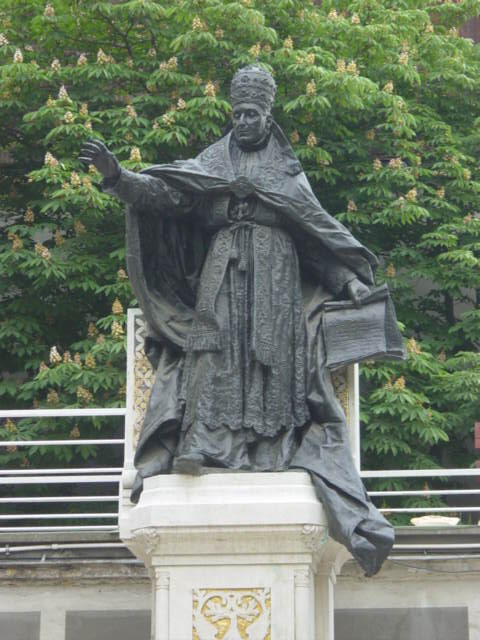
Statue de Benoît XV dans la cour de la cathédrale du Saint-Esprit d'Istanbul.

Le 1er novembre, il publie l'encyclique Ad beatissimi qui se présente comme un appel à la paix, indiquant en conclusion : « Nous appelons de tous nos vœux, en faveur de la société humaine et en faveur de l'Église, la fin de cette guerre si désastreuse. » Il associe cependant l'enjeu du conflit à celui de la question romaine : « Tout en souhaitant instamment que les nations fassent la paix au plus tôt, nous désirons vivement aussi, que le Chef de l'Église cesse de se trouver dans cette condition anormale [la privation d'un territoire propre à l'Église] qui pour bien des raisons est funeste aussi à la tranquillité des peuples. » Dans la lignée du mouvement anti-moderniste, Benoît XV dénonce également le « mal funeste » qu'il considère comme « la véritable cause de la terrible guerre présente » : la société laïque et libérale issue, en France, de la Révolution française, et en Italie, du Risorgimento.
Par la suite, Benoît XV se refuse à toute condamnation, malgré les crimes de guerre dont s'accusent les deux camps, et se contente d'appeler de manière générale au respect des règles du droit de la guerre. — ce qui lui vaut l'incompréhension ou l'hostilité des deux parties.
Du côté des puissances alliées, l'opinion est particulièrement choquée par la non-condamnation de l'invasion de la Belgique à la suite du plan Schlieffen, et des atrocités allemandes qui s'ensuivirent. En France, la déception est d'autant plus grande que le cardinal Pietro Gasparri, ancien professeur à l'Institut catholique de Paris, est réputé pro-français. Le catholique et anticlérical Léon Bloy le rebaptise « Pilate XV » et Georges Clemenceau le nomme « le pape boche ». La proposition d'Alexandre Millerand de rétablir l'ambassade près le Saint-Siège à la fin de 1914 ne rencontre ainsi aucune adhésion du Conseil des ministres. En 1917, André Tardieu rappelle au pape que son premier devoir est de « prendre parti entre le bien et le mal ». Les plus anticléricaux accusent le Saint-Siège d'être manipulé par les Jésuites, qui se voient attribuer la responsabilité réelle de la guerre et sont accusés d'avoir incité l'Autriche-Hongrie à attaquer la Serbie. Inversement, Benoît XV est soutenu par l'Action française, et Charles Maurras consacre plus d'une centaine d'articles à le défendre.
De son côté, Erich Ludendorff voit en Benoît XV le « pape français », mais il est vrai que Ludendorff accusera de la même façon Pie XI et le futur Pie XII. En effet, les puissances centrales ne comprennent pas pourquoi le pape refuse de soutenir officiellement l'Autriche-Hongrie, seul pays officiellement catholique, et l'Allemagne, qui compte les très catholiques Bavière et Rhénanie, contre des États visiblement anticatholiques : la protestante Angleterre, « oppresseur » de l'Irlande, la Russie, schismatique, « oppresseur » quant à elle de la Pologne, mais aussi la France, « foyer de l'athéisme ». Un courrier de la Secrétairerie d'État adressé à Raffaele Scapinelli di Leguigno, nonce apostolique en Autriche (en), est ainsi refusé à la frontière autrichienne au motif qu'il provient d'un pays ennemi. Les Empires centraux font donc attendre leur réponse, tout aussi négative, à l'exhortation de Benoît XV.
Dans son discours au consistoire du 22 janvier 1915, Benoît XV explique :

« Nous réprouvons grandement toute injustice de quelque côté qu'elle puisse avoir été commise, mais impliquer l'autorité pontificale dans les différends propres aux belligérants, ne serait certainement ni convenable ni utile. »

Benoît XV s'efforce à tout prix, en 1914 et 1915, d'éviter l'entrée en guerre de l'Italie restée neutre (voir aussi Italie dans la Première Guerre mondiale). Il seconde les tentatives allemandes pour acheter la neutralité italienne aux dépens de l'Autriche-Hongrie, priée d'abandonner Trieste, le Sud-Tyrol et les terres irrédentes. Cette politique a été interprétée par les opinions publiques alliées comme une manœuvre du Vatican visant à protéger l'Autriche-Hongrie d'une attaque italienne et donc permettre aux Empires centraux de s'épargner un front additionnel. Autre intervention, Benoît XV demande au printemps 1916 à Guillaume II d'empêcher la progression des troupes russes vers Constantinople et redoute de voir les deux patriarcats orthodoxes s'unir contre le Saint-Siège. La requête est retirée quelques jours plus tard, Benoît XV préférant finalement ne pas s'ingérer dans le conflit.
Le 28 juillet 1915, Benoît XV lance sa première tentative de paix négociée, appelant à « résoudre l'épouvantable conflit (…) autrement que par la violence des armes » et à « reconnaître, l'esprit serein, les droits et les justes aspirations des peuples. » Une seconde tentative, appelant au retour au statu quo, avorte à la suite des avis négatifs des prélats belge le cardinal Mercier et français Alfred Baudrillart.

#### Appel de1917

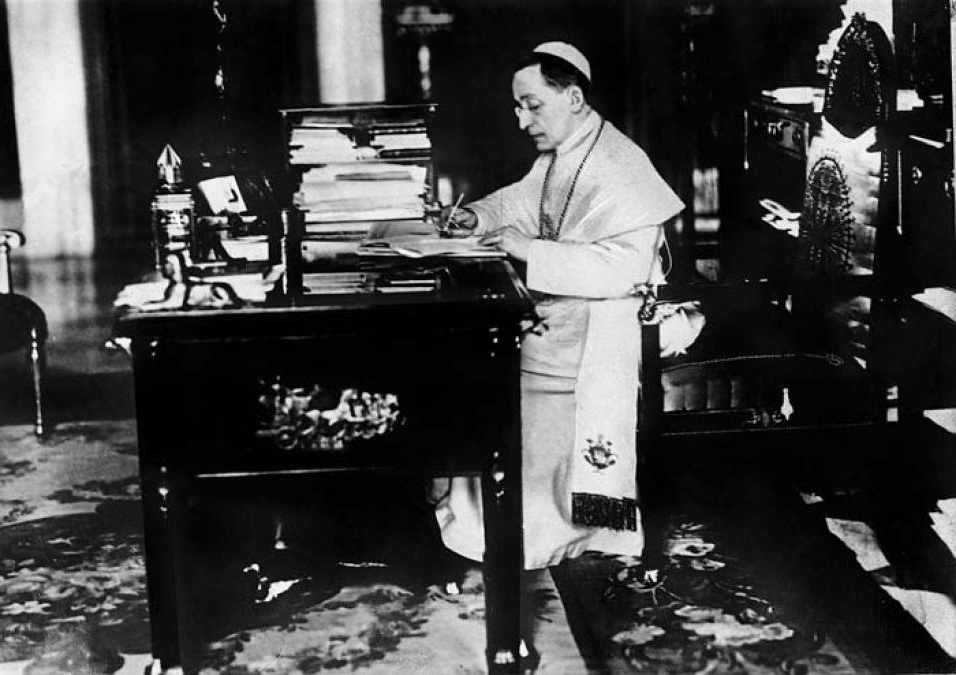
Benoît XV à son bureau.

Le 1er août 1917, Benoît XV envoie une lettre aux belligérants. Baptisée « exhortation à la paix », elle réaffirme la volonté du Saint-Siège de « garder une parfaite impartialité à l'égard de tous les belligérants » et prétend faire tout son possible pour « contribuer à hâter la fin de cette calamité, en essayant d'amener les peuples et leurs chefs à des résolutions plus modérées, aux délibérations sereines de la paix, d'une paix « juste et durable » ». Concrètement, il propose :
- le désarmement des deux parties, reprenant ainsi un thème déjà abordé aux conférences de La Haye ;
- l'arbitrage comme moyen de résolution des conflits ;
- l'abandon de toutes les demandes de réparation ;
- l'évacuation totale de la Belgique et du territoire français ;
- la liberté des mers ;
- la restitution par l'Entente des colonies allemandes.

Le texte souhaite également la fin de la question territoriale opposant l'Italie à l'Autriche (Trentin et Trieste) et de celle entre l'Allemagne et la France (Alsace-Lorraine) en demandant que « les parties en conflit voudront les examiner avec des dispositions conciliantes, tenant compte, dans la mesure du juste et du possible (…) des aspirations des peuples ». Le pape citait d'autres territoires : « Le même esprit d'équité et de justice devra diriger l'examen des autres questions territoriales et politiques, et notamment celles relatives à l'Arménie, aux États balkaniques et aux territoires faisant partie de l'ancien royaume de Pologne ».
L'exhortation de Benoît XV est très mal reçue. Prévue pour rester secrète, elle est rapidement diffusée par la presse. Du côté de l'Entente, la Grande-Bretagne et la Belgique font porter par leurs ambassadeurs des refus polis. L'Italie se contente de s'associer à cette démarche, et la France, qui n'entretient plus de liens diplomatiques avec le Saint-Siège, ne répond pas. Les opinions publiques de ces deux pays accusent le pape de vouloir saper le moral de leurs troupes. On lui reproche aussi de ne réclamer la paix qu'après l'entrée en guerre des États-Unis : au moment où l'Entente reprend le dessus. Clemenceau résume bien l'opinion majoritaire des Français en dénonçant dans son journal, L'Homme enchaîné (18 août 1917) une « paix allemande ». Même les journaux catholiques dirigés par des laïcs se montrent très critiques. Ainsi, le journaliste André Géraud, qui signe sous le pseudonyme de « Pertinax », écrit dans L'Écho de Paris que le pape « a gravement manqué à la justice ». Aux États-Unis, le président Woodrow Wilson, tout en saluant l'initiative pontificale, déclare qu'il ne saurait être question de traiter avec le militarisme allemand et le gouvernement de Guillaume II, qu'il juge responsables de la guerre et des atrocités.
Du côté des Empires centraux, la presse austro-hongroise fait bon accueil à l'appel pontifical et affirme même qu'il fait écho aux propositions de ces empires, l'autonomie des peuples ayant été envisagée par l'empereur Charles Ier « dans les cadres historiques de la monarchie ». L'appel est interprété comme une mise en garde contre les excès de l'irrédentisme italien, qui a dépossédé le pape de ses États en 1870. L'Allemagne, par contre, refuse toute concession sur la Belgique, ce qui fait capoter le projet pontifical.
Si la diplomatie pontificale a connu beaucoup d'insuccès pendant cette période, il n'en demeure pas moins que la guerre a donné lieu à un regain des relations diplomatiques. Ainsi, Sir Henry Howard a été accrédité le 30 décembre 1914 comme ministre plénipotentiaire « en mission spéciale » de la Grande-Bretagne, renouant ainsi des relations brisées depuis le temps d'Élisabeth Ire d'Angleterre. En juillet 1915, la Serbie fait de même, suivie en août par les Pays-Bas ; en mai 1917 c'est le tour du Luxembourg. Pendant l'année 1916, les relations avec l'Amérique latine se normalisent également.
Pourtant, les clergés nationaux ne suivent pas la politique pontificale. Par exemple, pour le clergé français, le père Sertillanges déclare lors d'une cérémonie patriotico-religieuse à Notre-Dame de Paris, le 10 décembre 1917 : « Très Saint Père, nous ne pouvons pas pour l'instant retenir vos appels à la paix. » Les catholiques mettent en avant le « martyre » subi par la cathédrale de Reims (transformée en poste d'observation par l'armée française, puis bombardée défensivement en septembre 1914 par l'armée allemande), qui sera suivi en 1918, le jour du Vendredi saint, par celui de l'église parisienne Saint-Gervais. Au contraire, les clergés nationaux se chargent de mettre en place leurs propres cellules de propagande : à Der Krieg und der Katholicismus (« la guerre et le catholicisme ») publié en Allemagne répondent La Guerre allemande et le catholicisme et L'Allemagne et les Alliés devant la conscience chrétienne du Comité catholique de propagande française à l'étranger. Benoît XV ne condamne aucune de ces activités, bien qu'ils aillent à l'encontre de son vœu proclamé d'union de tous les catholiques.
Parallèlement à son action diplomatique, Benoît XV mène une politique humanitaire volontariste. En décembre 1914, il confie à Eugenio Pacelli, futur pape Pie XII, la direction d'un service d'assistance aux blessés et prisonniers de guerre. Dans le même temps, il demande aux belligérants d'autoriser l'échange de prisonniers blessés. Cela est accepté, et les échanges commencent dès 1915. Dans ce cadre, 30 000 soldats sont hospitalisés en Suisse. Le Vatican sert également de bureau d'information aux familles : l'Œuvre des prisonniers reçoit 170 000 demandes et envoie 50 000 communications. À ce sujet, le pacifiste Romain Rolland qualifiera ensuite le Vatican de « seconde Croix-Rouge ». Enfin, des rations alimentaires sont distribuées aux enfants des pays en guerre. Toutefois, l'action pontificale connaît là aussi des échecs : en 1914, les belligérants refusent unanimement d'observer une trêve de Noël ; en 1915, le même refus est opposé à la proposition d'un droit de sépulture pour les morts sur le champ de bataille.
C'est durant cette période qu'Albert Besnard, directeur de la Villa Medicis (1912–1920), fait de lui plusieurs portraits : deux eaux-fortes et un portrait en pied (huile sur toile).

#### Après la guerre

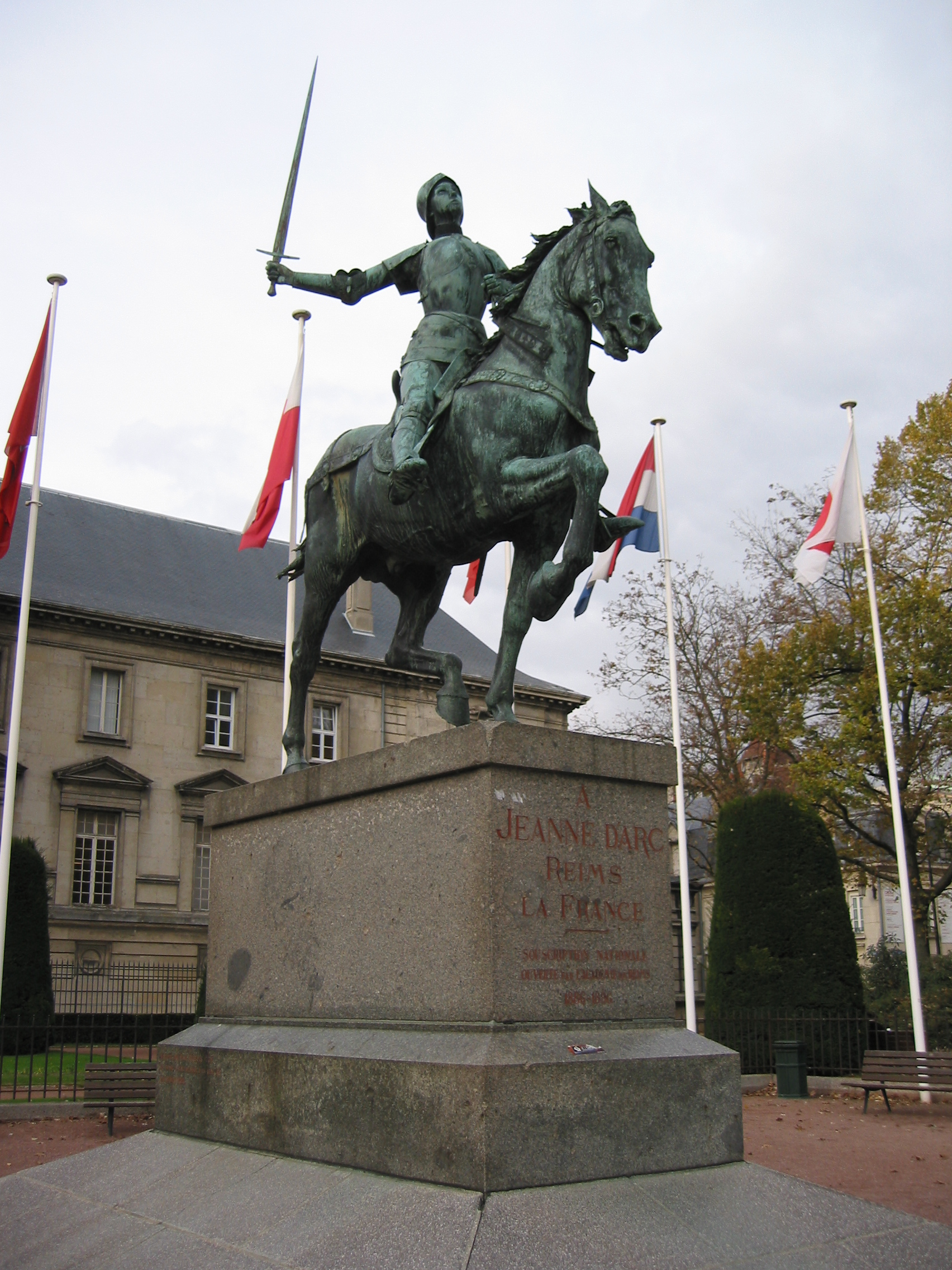
Jeanne d'Arc, canonisée par Benoît XV (statue à Reims).

Le résultat de cette politique est une mise à l'écart du Saint-Siège, amorcée par les accords de Londres de 1915. À la demande de l'Italie, celui-ci est spécifiquement exclu des négociations sur le règlement de la paix (article 15 de l'accord). Néanmoins, Benoît XV obtient d'envoyer un représentant lors du congrès de Versailles de 1918 et une reconnaissance du statut supranational du Saint-Siège (art. 238). Le Saint-Siège ne fera toutefois pas partie de la Société des Nations, Benoît XV soupçonnant initialement l'organisation d'influence socialiste et maçonnique. Il revient sur son opinion par la suite, estimant que la SDN permet « la défense des libertés particulières de chaque État et le maintien de l'ordre social ».
Le pape se montre très pessimiste sur le règlement du conflit. Dans son encyclique Pacem, Dei munus pulcherrimum du 23 mai 1920, il désapprouve le traitement jugé trop humiliant réservé à l'Allemagne et condamne le découpage opéré par le traité de Versailles dont il estime qu'il n'a pas « extirpé les germes des anciennes discordes ».
Au sortir de la guerre, le cardinal Gasparri s'efforce de renouer les liens entre le Saint-Siège et les nations. Le nombre d'États représentés au Vatican augmente, ainsi que les nonciatures à l'étranger. La France finit également par se réconcilier avec le Saint-Siège : Benoît XV canonise Jeanne d'Arc le 16 mai 1920 et à cette occasion, Gabriel Hanotaux, ministre des Affaires étrangères et représentant extraordinaire de la France lors des cérémonies, rencontre le cardinal Gasparri et Benoît XV, première étape au rétablissement des relations diplomatiques entre les deux États, qui aura lieu en mai 1921.
Benoît XV jette également les bases d'une « nouvelle ère des concordats » dans son allocution consistoriale du 21 novembre 1921, en refusant le transfert des prérogatives accordées à l'Empereur aux États nés de la dislocation de l'Autriche-Hongrie. Cette décision lui permet de partir sur des bases neuves avec ces nouveaux États. Le premier concordat de la série est signé avec la Lettonie le 30 mai 1922, et Pie XI poursuivra cette politique.

#### Mort

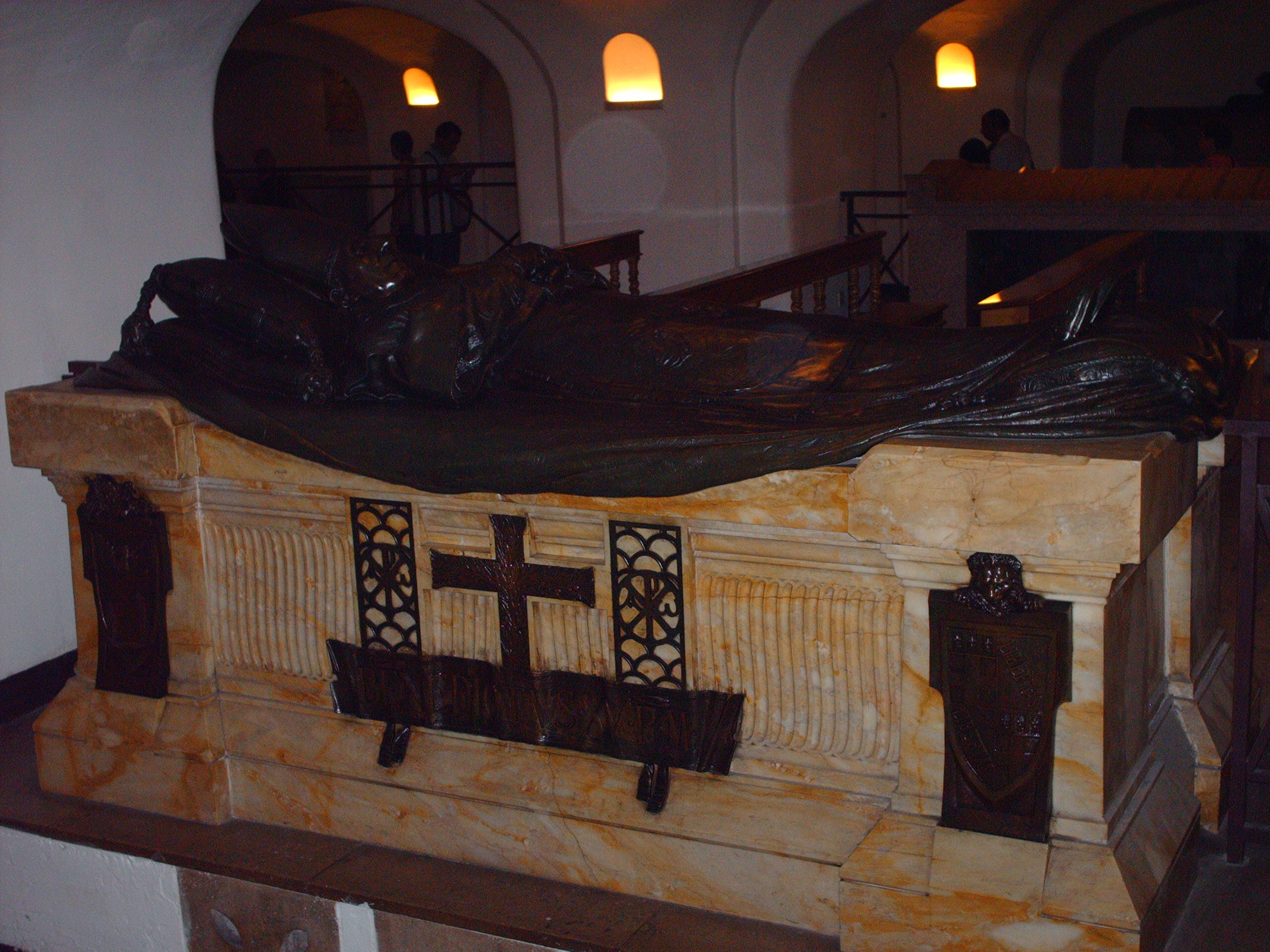
Tombe de Benoît XV dans la crypte de Saint-Pierre de Rome.

Le pape Benoît XV meurt dans sa chambre du Palais apostolique au Vatican le 22 janvier 1922, après sept ans de pontificat, à l'âge de 67 ans. Après ses funérailles et son enterrement, et au terme du conclave de 1922, le cardinal Achille Ratti, archevêque de Milan, est élu. Ce dernier lui succède sous le nom de Pie XI.

### Activité pastorale
La Première Guerre mondiale a pour conséquence, en matière missionnaire, une irruption des nationalismes : les missionnaires avaient pris parti au cours du conflit, et les ressortissants des pays vaincus se voient expulsés par ceux des pays vainqueurs, en particulier les congrégations allemandes (par exemple les bénédictins de Beuron et les bénédictins missionnaires d'Afrique). Benoît XV réagit vigoureusement en condamnant, dans sa lettre apostolique Maximum illud du 30 novembre 1919, cette « peste affreuse ».
Il encourage la constitution d'un clergé et d'un encadrement indigènes. Il s'appuie pour ce faire sur le père Vincent Lebbe, missionnaire belge en Chine (où il est connu sous le nom de « Lei Ming Yuan »), partisan des droits des populations autochtones, et sur le cardinal Van Rossum, préfet de la Congrégation pour la propagation de la foi.
Il encourage l'expansion au Japon du catholicisme encore balbutiant. À cet effet, il reçoit et décore de l'ordre de Saint-Grégoire le Grand Yamamoto Shinjiro en le félicitant pour ses actions et le gouvernement japonais pour sa bienveillance envers les missions.
En octobre 1917, il fonde l'Institut pontifical oriental dédié aux études orientalistes et c'est lui qui, en 1920, déclare Saint Ephrem de Nisibe, Docteur de l'Église.

## Succession apostolique
Benoît XV a ordonné les évêques suivants :
- Archevêque Antonio Lega (1914)
- Archevêque Sebastiano Nicotra (it) (1917)
- Pape Pie XII (1917)
- Cardinal Willem Marinus van Rossum, C.SS.R. (1918)
- Archevêque Ersilio Menzani (it) (1921)
- Cardinal Federico Tedeschini (1921)
- Archevêque Jules Tiberghien (1921)
- Cardinal Carlo Cremonesi (1922)